# Malthodes cordigeroides
Malthodes cordigeroides is een keversoort uit de familie soldaatjes (Cantharidae). De wetenschappelijke naam van de soort werd in 1915 gepubliceerd door Maurice Pic.